# Гурти
Гурти́ — мала річка в Україні, права притока р. Лугань. Басейн Сіверського Дінця. Довжина 8,1 км, до створення водосховища була на 1—1,5 км довша.
Гурти протікає однойменною балкою, впадає до Лугані (Миронівське водосховище). Бере початок в урочищі Великий ліс, поруч із Вуглегірським шосе. Вздовж річки Гурти також розташоване однойменне селище в Калінінському районі, ставок Яловий.
У Гурти впадає права притока (балка), назва якої не встановлена.
Промислові стоки не потрапляють, забруднення може бути тільки від діяльності населених пунктів та внаслідок сільськогосподарської діяльності.